# Карасьов Олександр Петрович
Олександр Петрович Карасьов (10 червня 1914, селище Балахани, тепер у складі міста Баку, Азербайджан — 18 вересня 1968, місто Ставрополь, тепер Російська Федерація) — азербайджанський радянський діяч, 3-й секретар ЦК КП(б) Азербайджану, начальник об'єднання «Азнафта». Депутат Верховної ради СРСР 3—4-го скликань.

## Життєпис
Народився в родині нафтовика, батько працював на нафтопромислах тресту «Леніннафта» в Баку. У 1931 році Олександр Карасьов закінчив середню школу в селищі Балахани, вступив до комсомолу.
У 1931—1937 pоках працював підручним слюсаря 6-го нафтопромислу тресту «Леніннафта», техніком, інженером на нафтопромислах міста Баку. Одночасно з 1932 по 1937 рік навчався на нафтовому відділенні гірничого факультету Азербайджанського індустріального інституту імені Азізбекова.
У 1937—1939 роках — майстер, інженер із видобутку, інженер із буріння, заступник директора промислу Косчагил тресту «Ембанафта» Казахської РСР.
У 1939—1942 роках — диспетчер, інженер, начальник технічного відділу, головний інженер тресту «Леніннафта» Азербайджанської РСР.
Член ВКП(б) з червня 1941 року.
У 1942—1947 роках — керуючий тресту «Леніннафта» Азербайджанської РСР.
У березні 1947 — квітні 1948 року — 3-й секретар ЦК КП(б) Азербайджану.
У квітні 1948—1956 роках — начальник об'єднання «Азнафта» Азербайджанської РСР; 1-й заступник міністра нафтової промисловості Азербайджанської РСР.
У 1956—1961 роках — начальник об'єднання «Молотовнафта», начальник управління нафтової промисловості Пермської ради народного господарства (раднаргоспу).
У 1961—1965 роках — начальник виробничо-технічного відділу Ставропольської ради народного господарства (раднаргоспу). У 1965—1968 роках — начальник виробничо-технічного відділу тресту «Ставропольнафтогаз».
Помер 18 вересня 1968 року в місті Ставрополі.

## Нагороди
- два ордени Леніна (1944, 1948)
- орден Трудового Червоного Прапора (1959)
- орден «Знак Пошани»
- медаль «За оборону Кавказу» (1944)
- медаль «За доблесну працю у Великій Вітчизняній війні 1941—1945 рр.» (1945)
- дві медалі «За трудову відзнаку» (1952, 1953)
- медалі
- Сталінська премія ІІ ст. (1952) — за розробку та освоєння комплексного методу експлуатації нафтових родовищ в Азербайджанській РСР